# Tristan Murail
Tristan Murail (født 11. marts 1947) er en fransk komponist.
Tristan Murail repræsenterer det som ofte kaldes "den franske spektralskole", hvor kompositionerne i stor grad udledes fra analyser af indspillede instrumentalklange. Analysedataene overføres til partitur, og instrumenternes harmoniske spektrum strækkes på den måde ud over orkesteret eller ensemblet.